# Ron Welty
Ronald "Ron" Welty (Long Beach, Califòrnia, Estats Units, 1 de febrer de 1971) és un músic estatunidenc conegut per ser el bateria de la banda The Offspring entre els anys 1987 i 2003, de fet és el bateria que més temps ha format part de la banda.

## Carrera musical
Welty va entrar a la banda en substitució del segon bateria de la banda James Lilja quan només tenia 16 anys. Després de 16 anys més dins la formació, el 18 de març de 2003 va anunciar que abandonava The Offspring per formar la seva pròpia banda anomenada Steady Ground, en la qual també tocava la bateria i s'encarregava de la co-producció. La seva participació va coincidir amb els sis primers àlbums d'estudi de The Offpsring i mentre estaven component i enregistrant el setè (Splinter), que fou publicat al desembre de 2003.
A principis de 2006 van aparèixer les primeres maquetes de Steady Ground i, en el 2007 van publicar el primer i únic àlbum d'estudi de la banda anomenat Jettison. Abans de finalitzar l'any van anunciar la seva dissolució.

## Discografia

### The Offspring
- The Offspring (1989)
- Ignition (1992)
- Smash (1994)
- Ixnay on the Hombre (1997)
- Americana (1998)
- Conspiracy of One (2000)

### Steady Ground
- Jettison (2007)